# Cara Mina ti scrivo...
Cara Mina ti scrivo... è il ventitreesimo album di Cristiano Malgioglio pubblicato il 12 novembre 2010 dalla Azzurra Music.
Nell'album troviamo tutti i grandi successi, ben undici brani, scritti (o adattati in italiano) da Cristiano Malgioglio per Mina nel corso degli anni.
Fanno eccezione due brani: Sognando, scritto da Don Backy per Mina nell'album Singolare del 1976, e Fragile fortissimo scritto e cantato da Malgioglio nel suo album Le donne non capiscono gli uomini del 2005.
Cara Mina ti scrivo... è arricchito da un booklet nel quale Malgioglio stesso racconta la genesi di ognuno dei pezzi che ha scritto per Mina e inoltre c'è una presentazione scritta dal giornalista e conduttore Maurizio Costanzo.
Il brano Carne viva, scritto per l'album Facile del 2009, è presente anche in versione spagnola.
Il brano Amante amore, contenuto nell'album Mina con bignè, è stato eseguito da Mina anche dal vivo nel suo ultimo concerto ed è presente nel doppio album Mina Live '78.

## Tracce
1. Sognando – 4:06 (testo: Don Backy – musica: Don Backy)
2. Carne viva – 4:17 (testo: Cristiano Malgioglio – musica: Corrado Castellari)
3. Mi mandi rose (Todo prosa) – 3:25 (testo: Cristiano Malgioglio – musica: Antônio Gilson Porfírio "Agepê")
4. Ancora, ancora, ancora – 4:22 (testo: Cristiano Malgioglio – musica: Gian Pietro Felisatti)
5. Oroscopo – 3:40 (testo: Cristiano Malgioglio – musica: Corrado Castellari)
6. Sogno (Sonhos) – 3:18 (testo: Cristiano Malgioglio – musica: Peninha)
7. L'importante è finire – 3:24 (testo: Cristiano Malgioglio – musica: Alberto Anelli)
8. Giuro di dirti la verità – 4:20 (testo: Cristiano Malgioglio – musica: Corrado Castellari)
9. Questa vita loca (Vida loca) – 3:12 (testo: Cristiano Malgioglio – musica: Francisco Cespedes)
10. Marrakesh (Qualquer coisa) – 3:10 (testo: Cristiano Malgioglio – musica: Caetano Veloso)
11. Che volgarità – 3:17 (testo: Cristiano Malgioglio – musica: Corrado Castellari)
12. Fragile fortissimo – 3:37 (testo: Vito Pallavicini, Cristiano Malgioglio – musica: Corrado Castellari)
13. Carne viva (Spanish version) – 4:17 (testo: Cristiano Malgioglio – musica: Corrado Castellari)
14. Amante amore – 3:52 (testo: Cristiano Malgioglio – musica: Pino Presti)